# Горизонт инвестирования
Горизонт инвестирования (англ. investment horizon), также инвестиционный горизонт — временной интервал, в течение которого инвестор вкладывает денежные средства в тот или иной проект. Данный период связан с целью или целями, которые поставил перед собой инвестор.
Под этим термином могут понимать период времени, необходимый инвестору для достижения цели (оплата ипотеки или постройка завода), либо период времени, которым инвестор вообще распололагает для достижения целей (например, горизонт инвестирования 20-летнего человека значительно больше, чем 60-летнего); также под этим может пониматься период времени, когда инвестор располагает возможностью управления средствами (время от получения кредитных денег до срока их возврата).
Горизонт инвестирования определяется заранее. Целью инвестирования, например, может стать покупка недвижимости, машины, или определённое приращение капитала. Во всех этих случаях горизонтом инвестирования будет срок, за который эта цель будет достигнута.
Влияние расширения горизонта инвестирования на риски, как правило, благоприятное: происходит снижение долгосрочных рисков, и соответственно, возможно увеличение объёмов проекта и/или соответствующих допустимых уровней риска. Кроме волатильности соответствующих ценных бумаг, на риски влиет их ликвидность, которая у облигаций и высокачественных ценных бумаг («голубые фишки») выше. Тем самым, с точки зрения трейдера, при малых горизонтах в 1—3 года оптимальным вариантом инвестирования будет наполнение портфеля в основном облигациями, и 15—20 % «голубых фишек», при средних (5—10 лет) можно расширить процент акций до 50 % и выше, а при длинном горизонте инвестирования оптимальным будет ещё более высокий процент акций в портфеле.
Длина расчётного горизонта инвестирования при фиксированной цели определяется доходностью бумаг, находящихся в инвестиционном портфеле. Высокодоходные бумаги сокращают время достижения цели, но создают определённые риски.срыва достижения цели, полной или частичной потери капитала. Увеличение инвестиционного риска при большом количестве акций в портфеле объясняется их высокой волатильностью.
Существуют такие варианты как однопериодные или многопериодные инвестиционные портфели. Во втором случае инвестор имеет возможность ежегодно корректировать состав портфеля, смотря по ситуации на рынке и её влиянию на риск.
Смешанными горизонтами инвестирования называются такие вложения, когда вначале инспользуются инструменты, приносящие большой краткосрочный доход, после чего денежные средства перераспределяют в более надёжные и менее доходные бумаги.